# The Harp Consort
The Harp Consort (El Consorcio del Arpa) es un ensamble internacional de música antigua dirigido por el arpista Andrew Lawrence-King, y dedicado en la ópera barroca, la música de danza antigua, y la música histórica del mundo.
The Harp Consort improvisa en distintos estilos de música barroca, música renacentista y música medieval. El grupo toma su inspiración del consorcio formado en Inglaterra en la corte de Carlos I.

## Discografía
- Luz y Norte
- Carolan's Harp[2]
- Italian Concerto[3]
- Ludus Danielis[4]
- La púrpura de la rosa[5]
- Spanish Gypsies
- Missa Mexicana
- Vivaldi: The Four Seasons[6] - con la Orquesta Barroca de Friburgo
- Fire-Water: Spanish renaissance ensaladas[7] - con The King's Singers
- Miracles of Notre Dame
- Arte de Fantasía: tientos, chansons & dances of the Spanish Golden Age[8]